# Claret Jug
The Claret Jug er det navn der normalt bruges om The Golf Champion Trophy, som er vinderpokalen i The Open Championship. Pokalen blev første gang uddelt i 1872, da Tom Morris Jr. havde fået det tidligere vinderbælte til eje efter at have vundet turneringen 3 år i træk. 
| Sport | Spire Denne artikel om sport er en spire som bør udbygges. Du er velkommen til at hjælpe Wikipedia ved at udvide den. |